# Gus Balzer Company
Die Gus Balzer Company ist ein ehemaliges US-amerikanisches Unternehmen, das Kraftfahrzeuge und Zubehör herstellte und mit Fahrzeugen handelte. 
Gegründet wurde das Unternehmen 1910. Beteiligt waren Gus Balzer, der Unternehmer Charles E. Miller und C. S. Zimmerman. Das eingebrachte Firmenkapital belief sich auf US$ 25.000, Sitz war Nr. 1777 bis 1779, Broadway, (Manhattan) New York City.
Neben Zubehör für Automobile wie Auto-Vasen stellte Balzer zwischen 1910 und etwa 1917 den Balzer Juvenile Car her, ein Kleinstauto für Kinder.